# シカ色デイズ
「シカ色デイズ」（シカいろデイズ）は、声優ユニットであるシカ部の楽曲。テレビアニメ『しかのこのこのここしたんたん』のオープニングテーマとして、2024年7月8日に音楽配信され、8月28日にLantisから、エンディングテーマである「シカせんべいのうた」が収録された両A面シングル「シカ色デイズ/シカせんべいのうた」（シカいろデイズ/シカせんべいのうた）として発売された。

## 制作
作曲を担当した和賀裕希によると、「シカ色デイズ」を手がける際、アニメ制作サイドから「作品タイトルを連呼する楽曲」と音楽ディレクターである福森優光の「電波ソングを作れるか？」という打診を受け、「『シカ』ありき」で制作を進めて、様々なパターンのフレーズを試した結果、現在のリズムとテンポに落ち着き、アレンジのベースになるジャンルとしてスカを採用したという。

## 反響
2024年5月28日に『しかのこのこのここしたんたん』を制作したTWIN ENGINEの公式YouTubeチャンネルで、イントロを延々と1時間ループさせた耐久動画が公開され、TikTokやInstagramを中心に、日向坂46の正源司陽子と平尾帆夏をはじめ、最終未来少女の藤咲凪と小野緑、歌手の田中れいな、コスプレイヤーのえなこが「しかのこダンス」を披露したことから話題となり、公開から1か月で543万再生を記録した。その後、IVEのレイや、LE SSERAFIMのSAKURAなどのK-POPアイドルやインフルエンサーが「しかのこダンス」を披露した影響で、韓国でもブームとなった。また、8月10日にaespaが「しかのこダンス」を披露した動画をアップロードした際、鹿乃子のこ役の潘めぐみと虎視餡子役の田辺留依が、X（旧Twitter）にて歓喜に満ちたコメントを投稿した。
耐久動画で公開された映像はオープニングでは一切使用しておらず「『例のダンス』シーンが一切出てこない」とされていたが、2024年7月17日にABEMAにて先行配信された第3話「ばしゃめ入学」の作中で、虎視虎子（藤田咲）が披露したオリジナルソング「それゆけ元ヤンこしたん」のワンシーンを抜粋したものであることが判明した。
2024年7月4日に公開されたノンクレジットオープニング映像は、7月9日21時50分時点で1,000万再生を突破した。
第106回全国高等学校野球選手権大会にて、大阪桐蔭高等学校の吹奏楽部が応援歌として「シカ色デイズ」を採用した。同校の吹奏楽部による室内での演奏の様子は、大阪桐蔭高等学校の公式YouTubeで公開されている。これに対し『しかのこのこのここしたんたん』の公式は、X（旧Twitter）にて「しかのこのこのここしたんたんは、頑張る球児を応援しています」と投稿した。
2024年9月19日にTWIN ENGINEの公式YouTubeチャンネルで、スペシャルアニメMVの公開と共に、ノンクレジットオープニング映像の再生回数が2500万回を突破したことが発表された。

## 評価
これら反響を受け福森は、楽曲の一部を検証してみた結果「『1/fゆらぎ効果』に近しいものが意図せず発生している」と指摘している。
音楽評論家の小町碧音は、表題曲が流行する（バズる）理由を分析した際に、AiScReamの「愛♡スクリ〜ム!」や、乃紫の「全方向美少女」、M!LKの「イイじゃん」を例に挙げ、一度聴いたら頭から離れないメロディとフレーズがループし、気づけば何度もリピート再生してしまう『ループ×可愛い×シュール』がTikTokで拡散される要素として共通していると指摘した。
「しかのこのこのここしたんたん」というフレーズが繰り返される癖になる本楽曲の影響で、「しかのこのこのここしたんたん」がガジェット通信 アニメ流行語大賞2024の銀賞を受賞した。

## チャート成績

### シカ色デイズ
2024年7月8日に配信が開始された本楽曲は、Billboard JAPANのDownload Songsにおいて、1週間の集計期間（7月8日 - 7月14日）のうち最初の3日間の集計期間（7月8日 - 7月10日）による速報値で5,167ダウンロードを売り上げ、1位となっていたが、その後7月12日に配信が開始されたONE OK ROCKの「Delusion:All」（映画『キングダム 大将軍の帰還』の主題歌）に抜かれ、週間ランキングでは8,315ダウンロードで2位となった。その結果、Hot 100では総合ポイント数1,947ポイントで47位にチャートインし、Hot Animationでも12位にチャートインした。なお、年間チャートでは、Download Songsにおいて、93位にチャートインした。
また、オリコンチャートの「デジタルシングル（単曲）ランキング」でも、8,618ダウンロードで週間2位にチャートインした。

### 両A面シングル
テレビアニメ『しかのこのこのここしたんたん』のエンディングテーマである「シカせんべいのうた」が収録された両A面シングル「シカ色デイズ/シカせんべいのうた」は、2024年8月28日に発売され、Billboard JapanのTop Singles Salesにおいて、全国で推定2,398枚を売り上げ週間29位にチャートインした。
また、オリコンチャートでは、「シングルランキング」で週間32位に、「アニメシングルランキング」で週間10位にチャートインした。

## 収録曲
| #  | タイトル                 | 作詞         | 作曲・編曲 | 時間 |
| -- | ------------------------ | ------------ | ---------- | ---- |
| 1. | 「シカ色デイズ」(シカ部) | やぎぬまかな | 和賀裕希   | 3:21 |

| #         | タイトル                                                           | 作詞                      | 作曲・編曲 | 時間  |
| --------- | ------------------------------------------------------------------ | ------------------------- | ---------- | ----- |
| 1.        | 「シカ色デイズ」(シカ部)                                           | やぎぬまかな              | 和賀裕希   | 3:21  |
| 2.        | 「シカせんべいのうた」(鹿乃子のこ〈潘めぐみ〉、虎視虎子〈藤田咲〉) | Safari Natsukawa 春川仁志 | 春川仁志   | 3:10  |
| 3.        | 「シカ色デイズ」(Inst.)                                            |                           |            | 3:21  |
| 4.        | 「シカせんべいのうた」(Inst.)                                      |                           |            | 3:10  |
| 合計時間: | 合計時間:                                                          | 合計時間:                 | 合計時間:  | 13:02 |

## 参加ミュージシャン
| 「シカ色デイズ」 - Chorus : やぎぬまかな - Guitar, All Other Instrumentals & Programming : 和賀裕希 - Bass : 二家本亮介 - Drums : 山本真央樹 - Brass Arrangement & Saxophone : 井上泰久 - Trumpet : 村上基 - Trombone : 大田垣“OTG”正信 | 「シカせんべいのうた」 - Chorus : 佐野仁美 |

## カバー
- ハロー、ハッピーワールド!［弦巻こころ（伊藤美来）］×倉田ましろ（進藤あまね） - ゲーム『バンドリ! ガールズバンドパーティ!』に収録（2024年12月31日追加）。

### ユニットメンバー
1. 1 2 3 4 5  鹿乃子のこ（潘めぐみ）、虎視虎子（藤田咲）、虎視餡子（田辺留依）、馬車芽めめ（和泉風花）
2. ↑  黒澤ルビィ（降幡愛）、上原歩夢（大西亜玖璃）、若菜四季（大熊和奏）